# Johnny Dodds

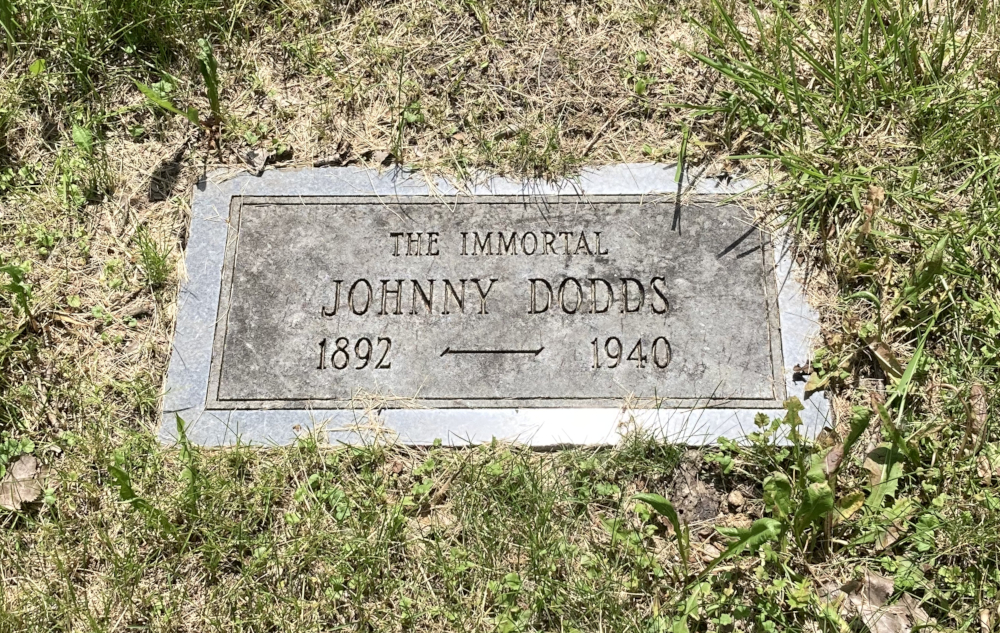
Das Grab von Dodds auf dem Lincoln Cemetery in Blue Island

Johnny Dodds (* 12. April 1892 in Waveland, Mississippi; † 8. August 1940 in Chicago, Illinois) war ein amerikanischer Jazz-Klarinettist des New-Orleans-Stils.

## Leben und Wirken
Dodds zog noch als Kind nach New Orleans, wo er von Lorenzo Tio Klarinettenunterricht erhielt und 1912 bis 1919 in Kid Orys Band spielte, danach bei Fate Marable auf seinem Schaufelraddampfer-Orchester und 1920 bei King Oliver, mit dem er 1921 in Kalifornien war und 1923 nach Chicago ging (Aufnahmen mit dessen Creole Jazz Band und mit King Olivers Jazz Band). Später ersetzte er Alcide Nunez als Klarinettisten in der Haus-Band von Kelly’s Stables, wo er auch Bandleader war (in der Band spielte u. a. Freddie Keppard und sein Bruder Baby Dodds). Zwischen 1925 und 1927 gehörte er zum Studioorchester Louis Armstrong and His Hot Five bzw. Hot Seven (Hot Fives & Sevens). Weitere Aufnahmen machte er u. a. mit Lil Hardin Armstrong (Lill’s Hot Shots), den Dixieland Jug Blowers und Jelly Roll Mortons Red Hot Peppers. Mit seinen Black Bottom Stompers, zu denen Armstrong, Roy Palmer, Barney Bigard, Earl Hines, Bud Scott und Baby Dodds gehörten, gelang ihm sein einziger Chart-Erfolg mit dem „Wild Man Blues“ für Brunswick, der im Oktober 1927 die Billboard Top 30 erreichte. 
Im Gegensatz zu vielen anderen Chicago-Musikern zog es ihn in den 1930er Jahren nicht nach New York. Er leitete eigene Bands (häufig mit dem befreundeten Trompeter Natty Dominique und seinem Bruder), mit denen er auch aufnahm, und hatte während der Depression ein Taxi-Unternehmen mit seinem Bruder. Wegen seiner schlechten Gesundheit gibt es nur wenige Aufnahmen aus den 1930er Jahren (erst ab 1938, als er schon ziemlich krank war). Im Gegensatz etwa zu dem gleichzeitig wirkenden Jimmie Noone hatte er einen emotionaleren, blues-geladenen Stil, der gut in der Zusammenarbeit mit Armstrong zur Geltung kam. Er spielte wie viele der frühen Jazzklarinettisten eine Klarinette mit deutschem Griffsystem.